# Allée des hâ-hâs
L'allée des hâ-hâs est une voie de circulation des jardins de Versailles, en France.

## Description
L'allée des hâ-hâs débute au sud sur l'allée de Bailly et se termine environ 700 m au nord sur l'allée du Rendez-Vous. Elle tient son nom des hâ-hâs (parfois orthographiés « ha-has ») qui sont de profonds fossés empêchant l'intrusion mais permettant de respecter une continuité visuelle de la perspective et d'accentuer l'effet de profondeur. Jules Hardouin-Mansart utilisa ce procédé dans le parc de Trianon. Le hameau de la Reine fut aussi entouré de ces fossés en saut-de-loup en 1784.